# Trigonoptera regina
Trigonoptera regina là một loài bọ cánh cứng trong họ Cerambycidae.